# Sant'Angelo di Gerocarne
Sant'Angelo è una frazione di 640 abitanti del comune di Gerocarne in provincia di Vibo Valentia.

## Geografia fisica
Sant'Angelo si trova sul versante tirrenico delle Serre, all'incrocio fra la strada statale 182 delle Serre Calabre e la strada provinciale ex SS 536 di Acquaro, che formano all'interno del centro abitato il cosiddetto triangolo. Ha un'altitudine media di 266 metri sul livello del mare, e dista 6,07 chilometri in linea d'aria dal comune di Gerocarne, di cui è una frazione.

## Storia
Sant'Angelo sarebbe stata fondata, secondo la tradizione, il 25 marzo 725 d.C. da frate Angelo, quart'ultimo figlio di Crisostamo Rosso e Margherita Grasso.
Nel 1619 Sant'Angelo fu istituito villaggio o luogo a sé dal duca di Nocera Francesco Maria Carafa, che aveva promosso l'ampliamento del primitivo nucleo rurale formatosi attraverso i secoli intorno al monastero di San Michele Arcangelo. L'ingegnere fiscale e regio archivista Antonio Tango era stato incaricato di redigere il regio diploma che elevava al rango di Università (Comune) il casale di Sant'Angelo. Quest'avanzamento di grado però durò molto poco. Quando nel 1652 i domenicani acquistarono dal re di Spagna Filippo IV la contea di Soriano, Sant'Angelo era già stato di nuovo ridotto a casale di essa. Da allora non godette più l'autonomia.
Dopo che i Francesi, abolite le feudalità, procedettero a una nuova divisione amministrativa del Regno per legge 19 gennaio 1807, Sant'Angelo fu annesso come casale al comune di Sorianello, nel riordino disposto per decreto 4 maggio 1811, istitutivo dei Comuni e dei circondari.
Con il ritorno dei Borboni nel 1815, si assiste ad un ulteriore riordino per legge 1º maggio 1816, nel quale Sant'Angelo viene aggregato al Comune di Gerocarne, da cui tuttora dipende.

## Economia
L'economia è basata principalmente sull'agricoltura e sulla produzione di olive.